# Lake, Mississippi
Lake là một thành phố thuộc quận Scott, tiểu bang Mississippi, Hoa Kỳ. Năm 2010, dân số của thành phố này là 324 người.

## Dân số
- Dân số năm 2000: 408 người.
- Dân số năm 2010: 324 người.